# 楊智慧
楊 智慧（よう ちけい、生没年不詳）は、中国の南北朝時代の仇池氐の首長。

## 経歴
武興王楊紹先の子として生まれた。父が死去すると、その後を嗣いで立った。535年、南朝梁が漢中を攻略すると、智慧は武帝に上表して帰順を求め許された。
なお智慧は『梁書』や『南史』に見える楊紹先の後継者であり、『周書』や『北史』には楊紹先の後継者として楊辟邪が見える。